# Jardins de Salluste
Les Jardins de Salluste (en latin Horti Sallustiani) occupaient une vaste zone du nord-est de Rome, dans la vallée entre le Pincio et le Quirinal, dans l'actuel rione de Sallustiano. Ces jardins paysagers étaient la propriété de l'historien romain Salluste.

## Historique
Le noyau originel est un jardin avec une tour que Jules César possédait près de la porte Colline. Puis les jardins passèrent à Salluste après les Ides de Mars, qui les agrandit. Ils restèrent dans la famille de l'historien jusqu'en 20, où ils entrèrent dans le patrimoine de l'empereur Tibère. Des combats acharnés s'y déroulèrent en fin 69 entre les derniers partisans de Vitellius et les soldats de Antonius Primus, général de Vespasien. Les empereurs poursuivirent leurs aménagements en particulier Hadrien et Aurélien. Nerva y mourut.  
À la fin du IIIe siècle, les jardins sont englobés sur leur limite nord par le mur d'Aurélien, une inscription contre ce mur en indique la présence : proximo hortos Sa[llustianos]. Ils sont saccagés lors du sac de Rome par Alaric en 410.
Au XVIIIe siècle av. J.-C., de nombreuses villas sont bâties dans la partie supérieure des jardins, dont la villa Ludovisi. La longue vallée qui les parcourt de la colline du Quirinal à celle du Pincio, sont à l'état de terres agricoles en friche. Cet espace est appelé Circo di FLora sur les plans de Rome publiés par Giovanni Battista Falda en 1676 et Giambattista Nolli en 1748. Cette vallée est profonde de 22 mètres à l'ouest, s'égalisant toujours davantage vers l'est. Sa partie inférieure est bordée de nombreux bâtiments ; elle est longée au nord par la route menant à la Porta Salaria. La vallée est entièrement ensevelie en 1883 pour être reconvertie en terrains de construction.

## Description

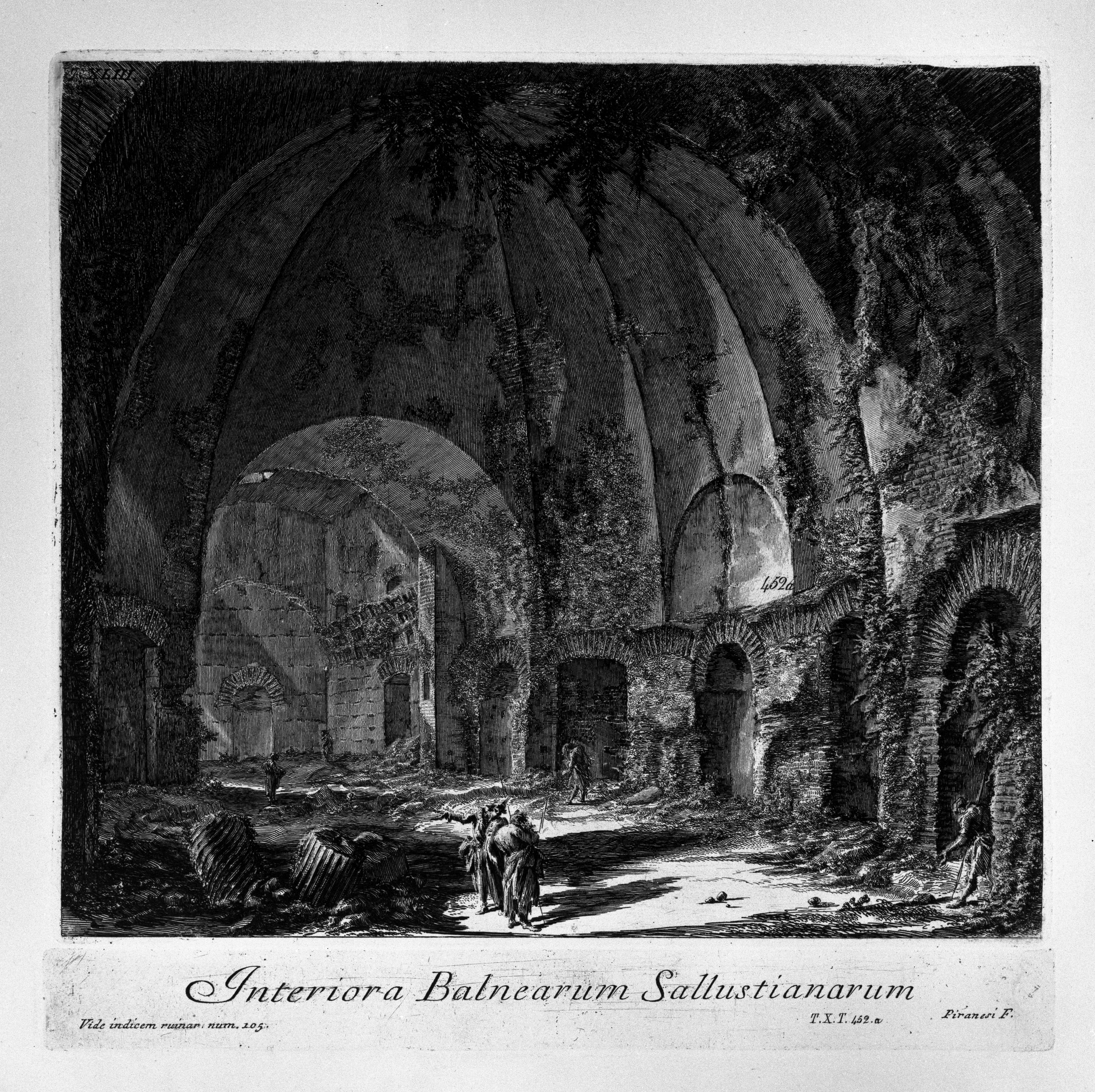
Giovanni Battista Piranesi, intérieur du vestibule, 1762, eau-forte.

Les jardins s'étendaient sur la partie orientale du Pincio, occupant une large part du nord-ouest de Rome, à l'est de la Via salaria vetus et jusqu'au mur d'Aurélien. On suppose leurs autres limites aux actuelles Via Vittorio Veneto et Via XX Settembre. Ils entouraient l'étroite vallée entre les collines du Pincio et du Quirinal, où coulait un ruisseau, l'aqua Sallustiana, qui prenait probablement sa source au nymphée de l'actuelle Piazza .
Le vestige principal des Jardins est constitué par le pavillon de brique situé piazza Sallustio, entre le Quirinal et le Pincio, daté du règne d'Hadrien. Désormais encaissée, la bâtisse dominait la vallée occupée par les jardins, couvert de dômes côtelés similaires à ceux de la villa d'Hadrien contemporaine. Les murs de brique étaient recouverts de marbre.
Le pavillon comprenait principalement une salle circulaire dotée d'une coupole, mais aussi d'autres pièces, dont un vestibule et d'autres identifiées à des chambres à coucher selon Filippo Coarelli. Sur la gauche de la salle circulaire, d'autres pièces sont conservées sur une hauteur de deux étages et possèdent des escaliers. Le côté opposé est occupé par une vaste salle incomplètement dégagée dont la façade a été restaurée au XIXe siècle. Certaines chambres ont conservé des décors peints et des pavements de mosaïque noire et blanche.
Les jardins étaient également pourvus d'autres bâtisses, parfois antérieures à leur aménagement :
- un hippodrome sur le site duquel fut trouvé le soubassement de l'obélisque en 1912 ;
- des éléments d'un cryptoportique ont été découverts dans le garage de l'ambassade des États-Unis ;
- un mur de ce qui semble avoir été un nymphée dont le type de construction est d'époque républicaine est également visible ;
- une citerne à deux niveaux datées de l'époque d'Hadrien ;
- un temple dédié à Venus Erycine daté de 184-181 av. J.-C. ;
- un temple dédié à Venus des Horti Sallustiani, peut-être un temple rond datable de l'époque de César selon Coarelli[11].

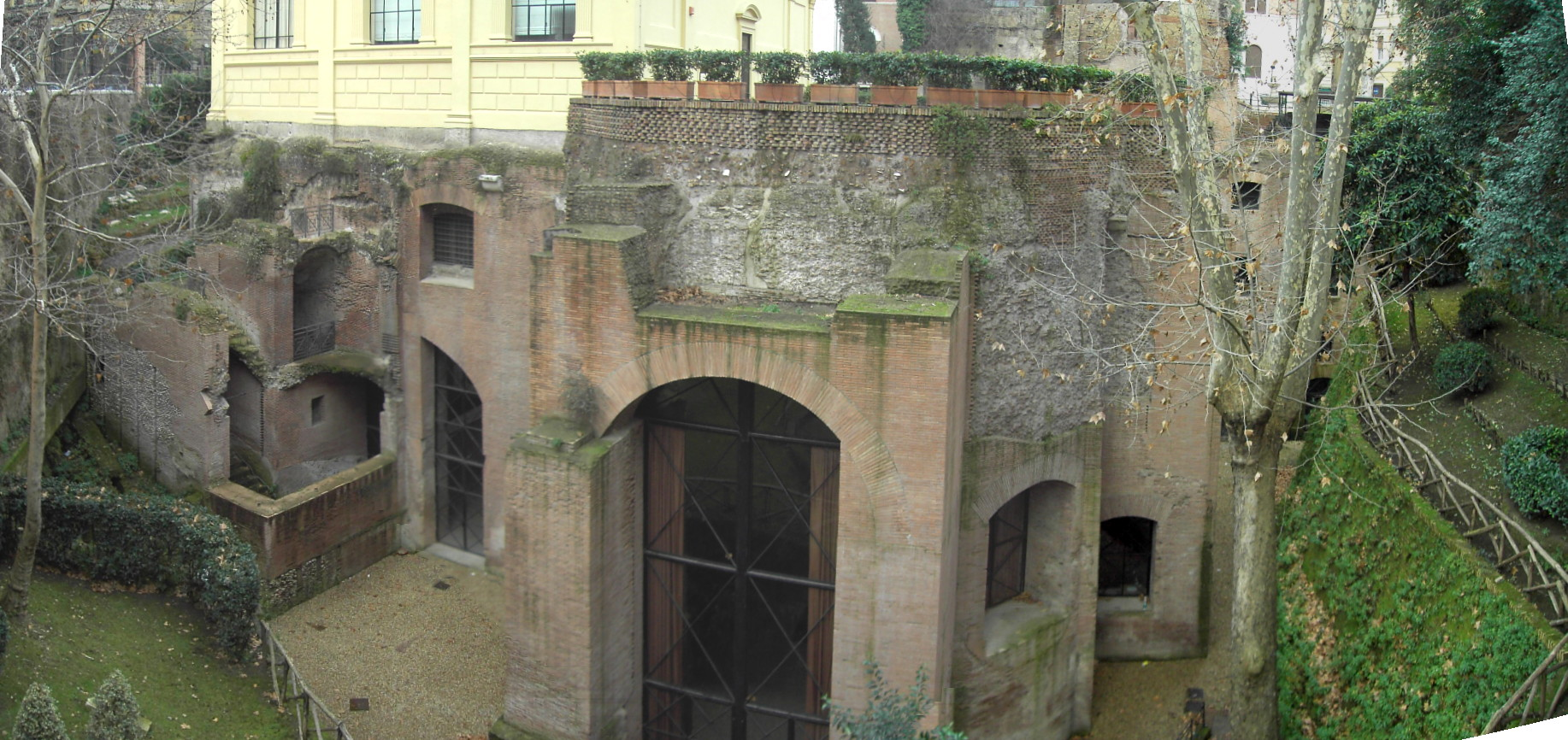
Vestiges de la place Salluste.
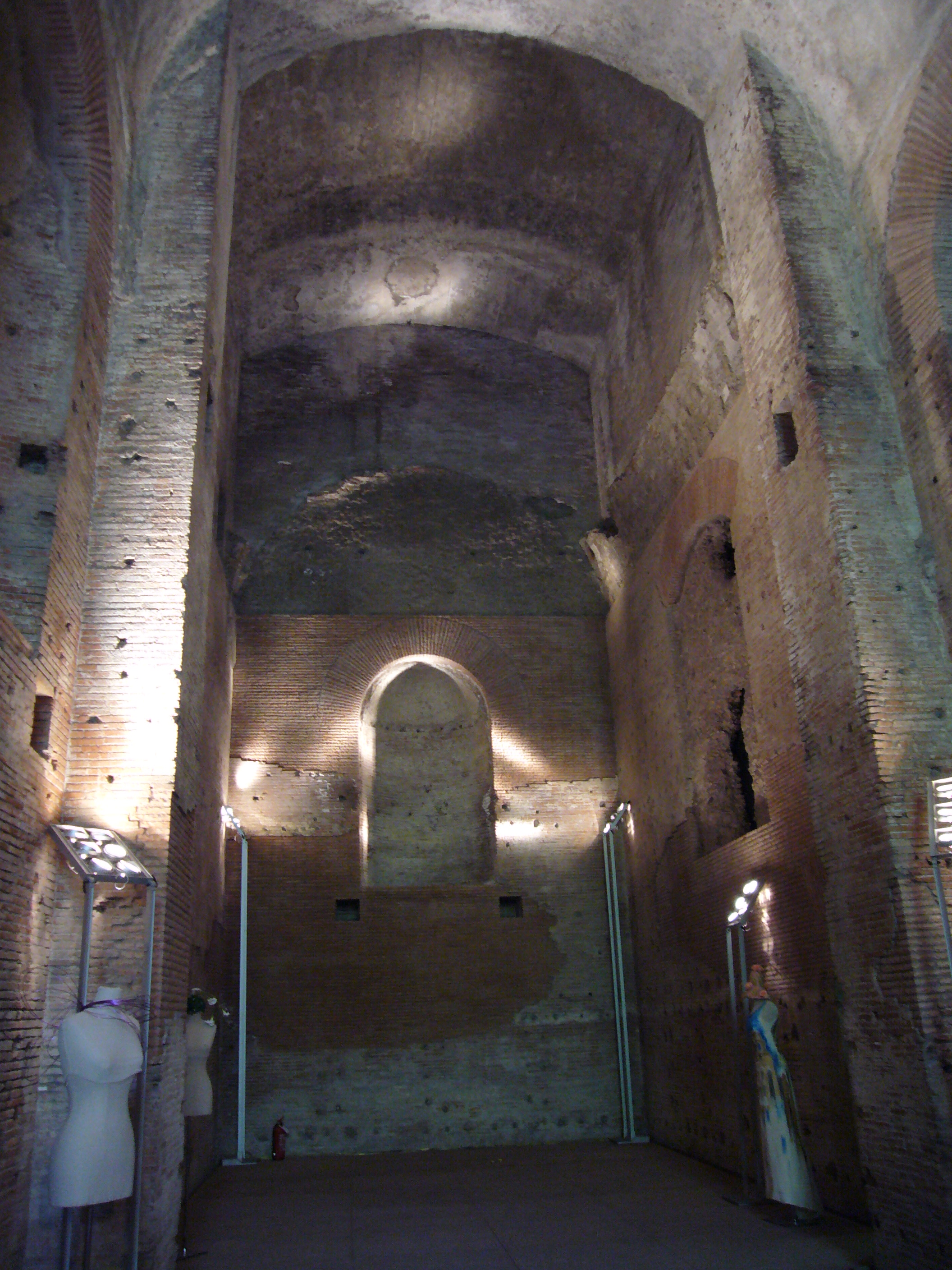
Abside.
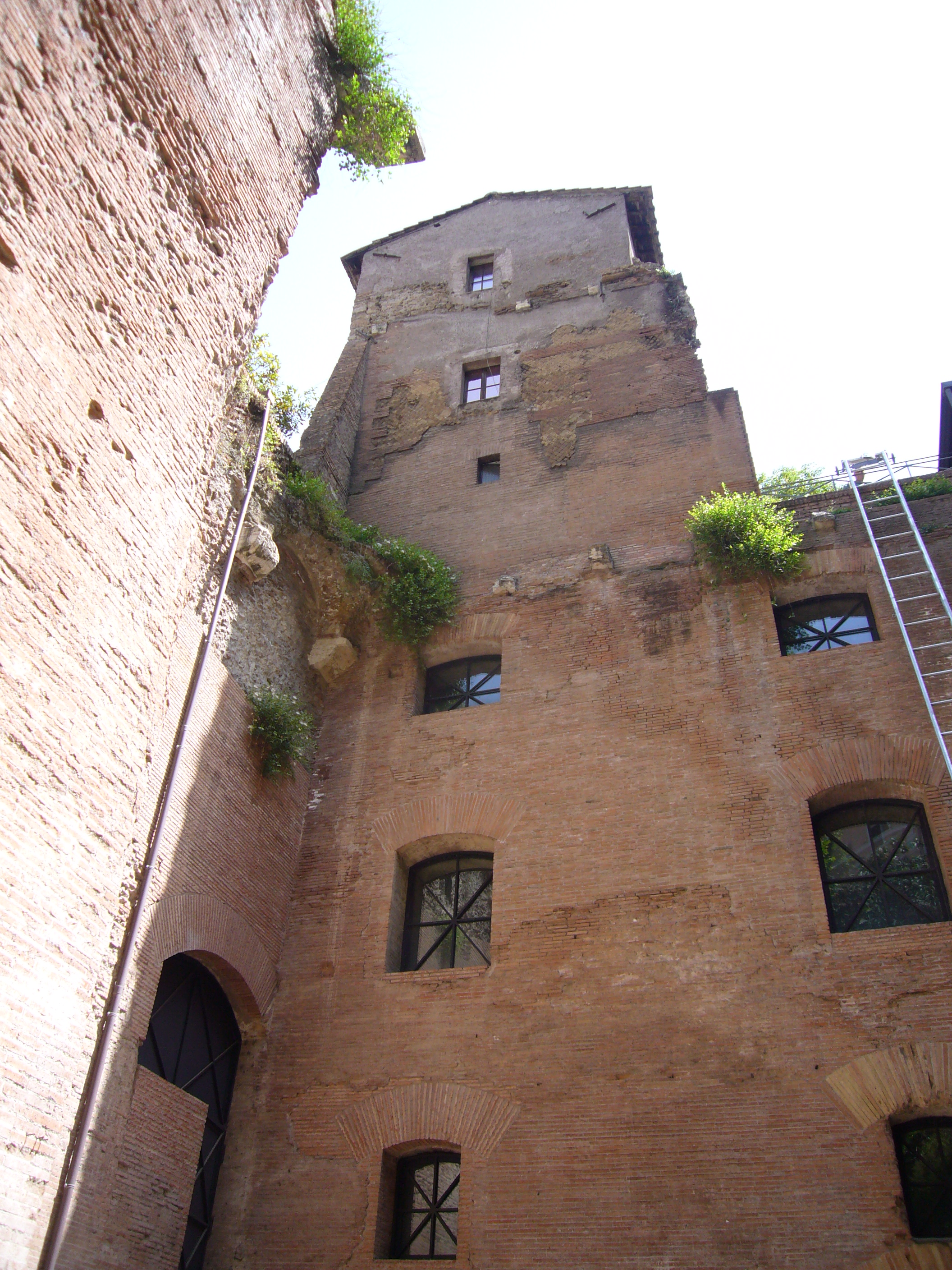
Partie droite du pavillon.
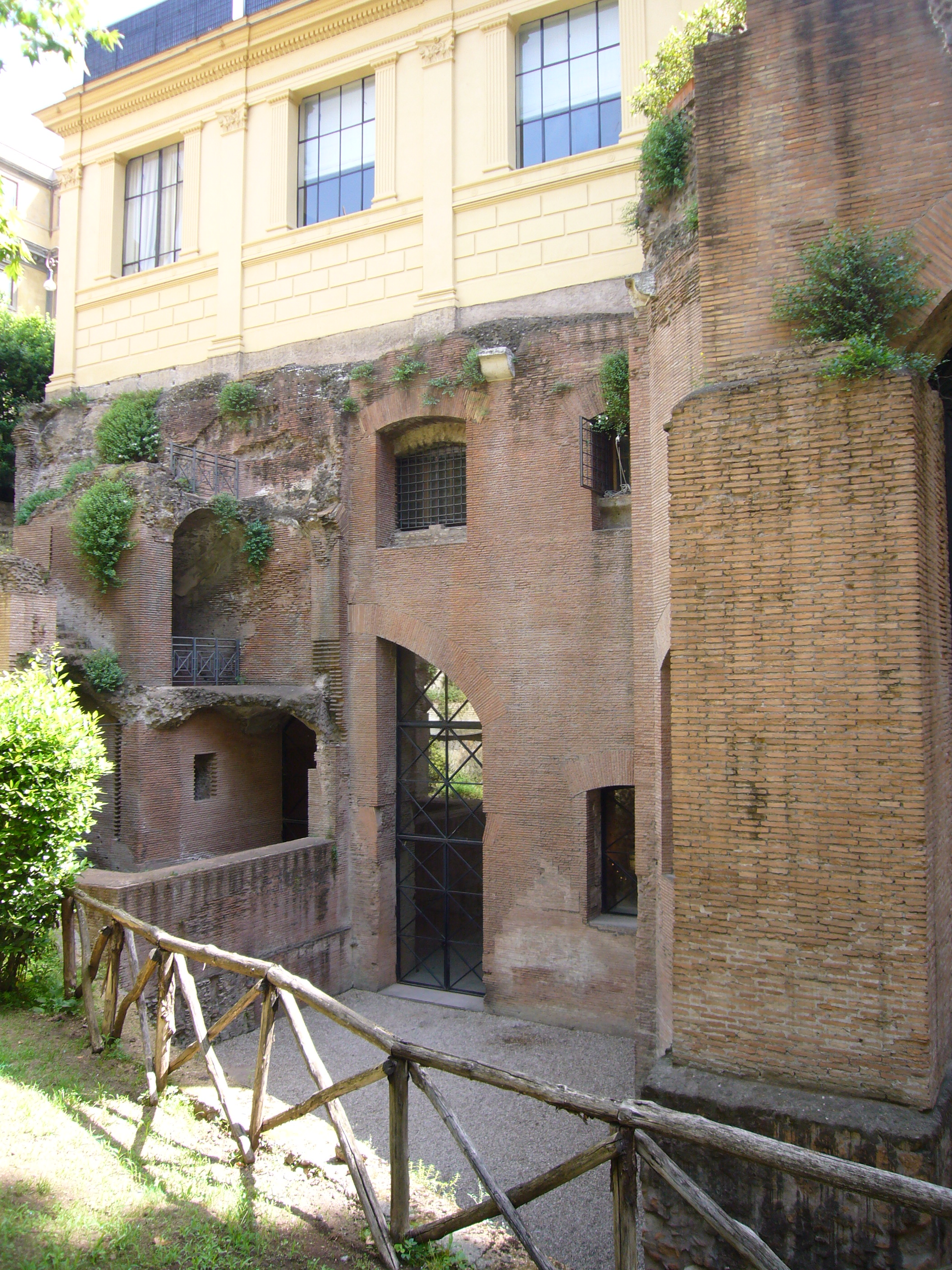
Partie gauche du pavillon.

## Œuvres découvertes dans les Jardins de Salluste
- Obélisque de la Trinité-des-Monts placé là en 1789
- Vase Borghese, découvert au XVIe siècle, et qui possède de forts liens de parenté avec les cratères découverts dans l'épave de Mahdia, au début du XXe siècle.
- Trône Ludovisi, découvert en 1887
- Trône de Boston, trouvé en 1894
- Galate mourant, dite aussi Gaulois mourant
- Gaulois Ludovisi et sa femme, copie romaine d'une œuvre hellénistique effectuée pour Attale Ier de Pergame, vers 220 av. J.-C.
- Amazone accroupie découverte en 1888
- Niobide blessée, découverte le 16 juin 1906 dans une propriété privée[12]. C'est un original grec vers 440 av. J.-C., rapporté à Rome

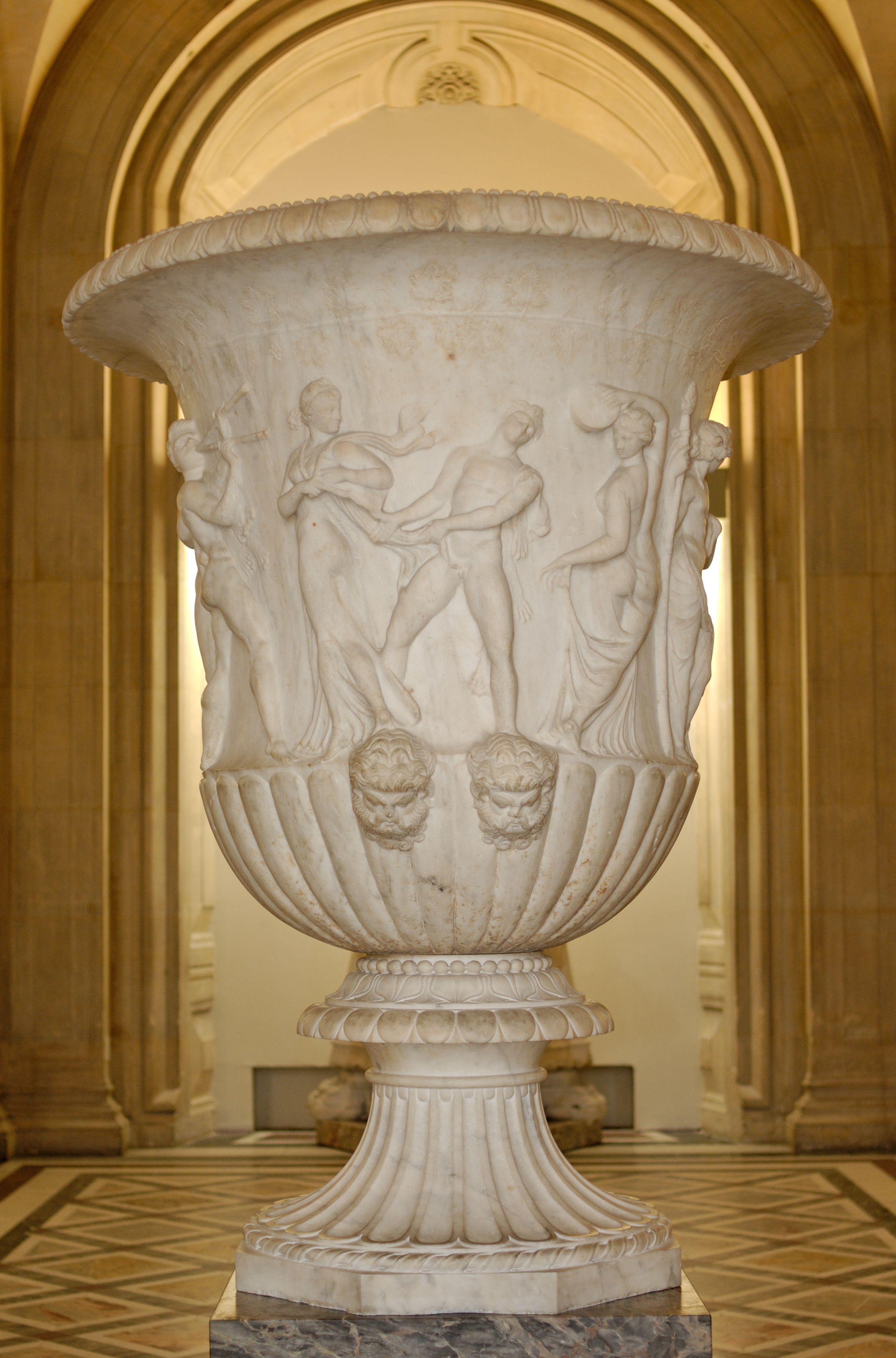
Vase Borghese, musée du Louvre.
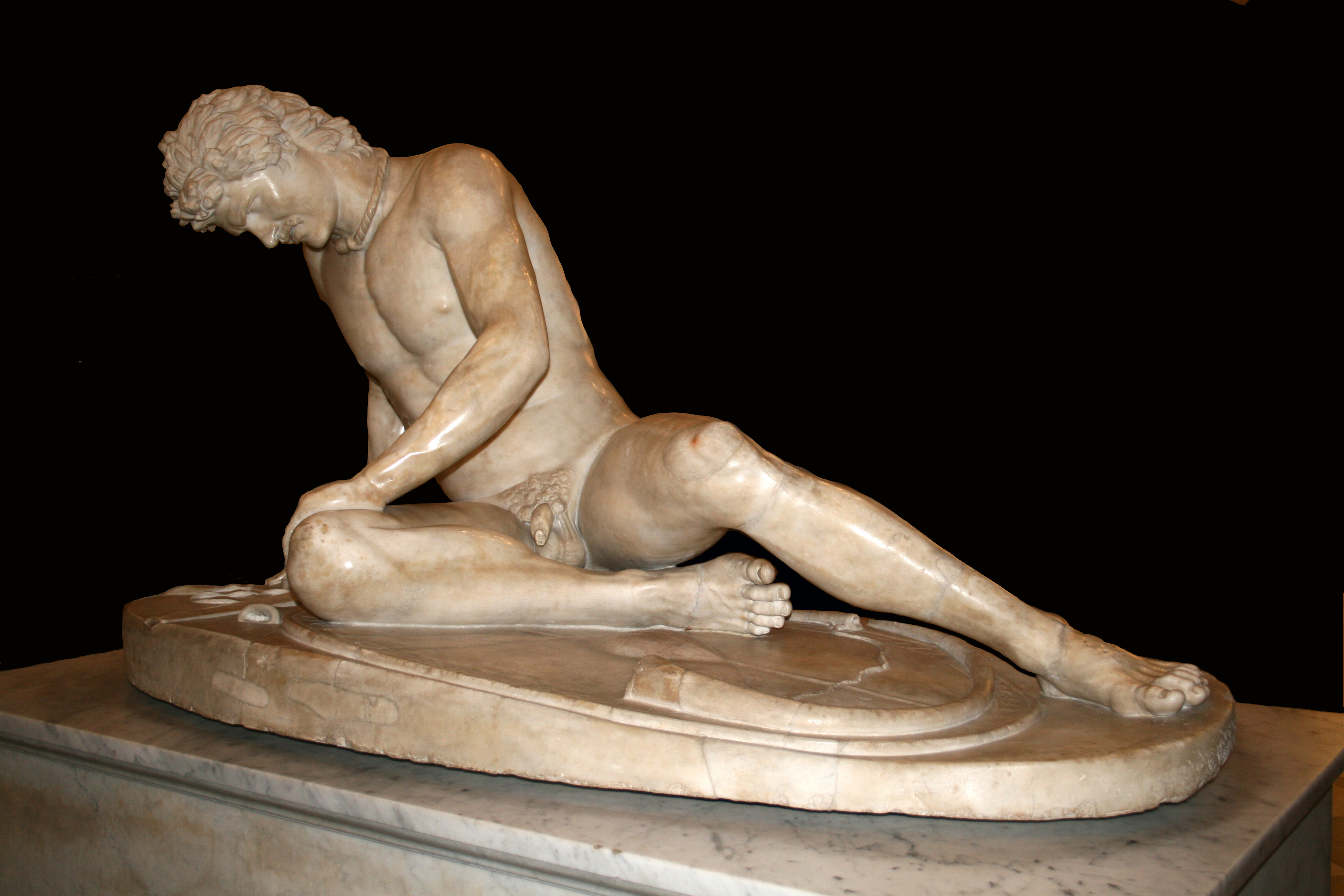
Gaulois mourant, musées du Capitole.
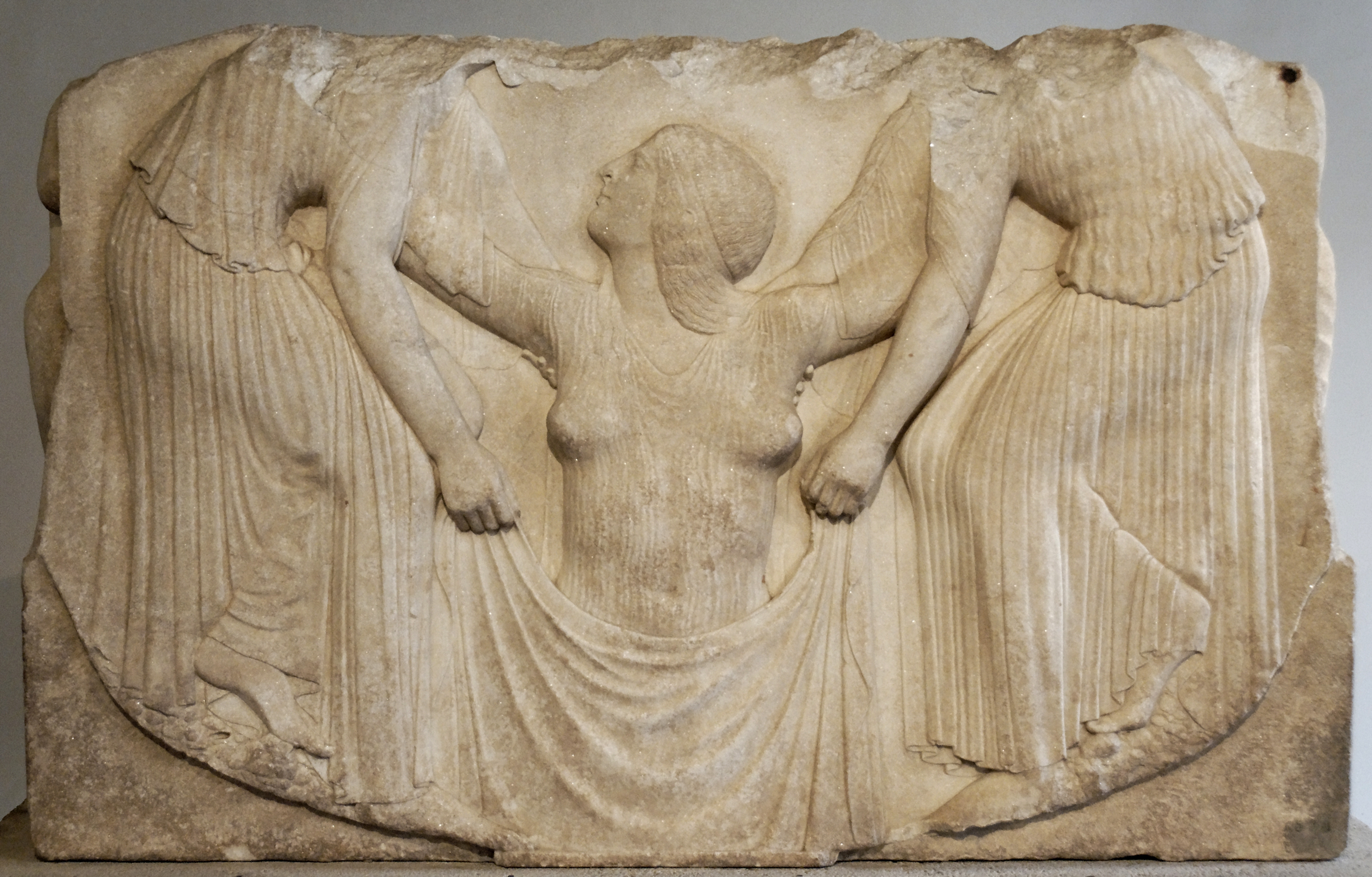
Trône Ludovisi.
Gaulois Ludovisi et sa femme, palais Altemps.
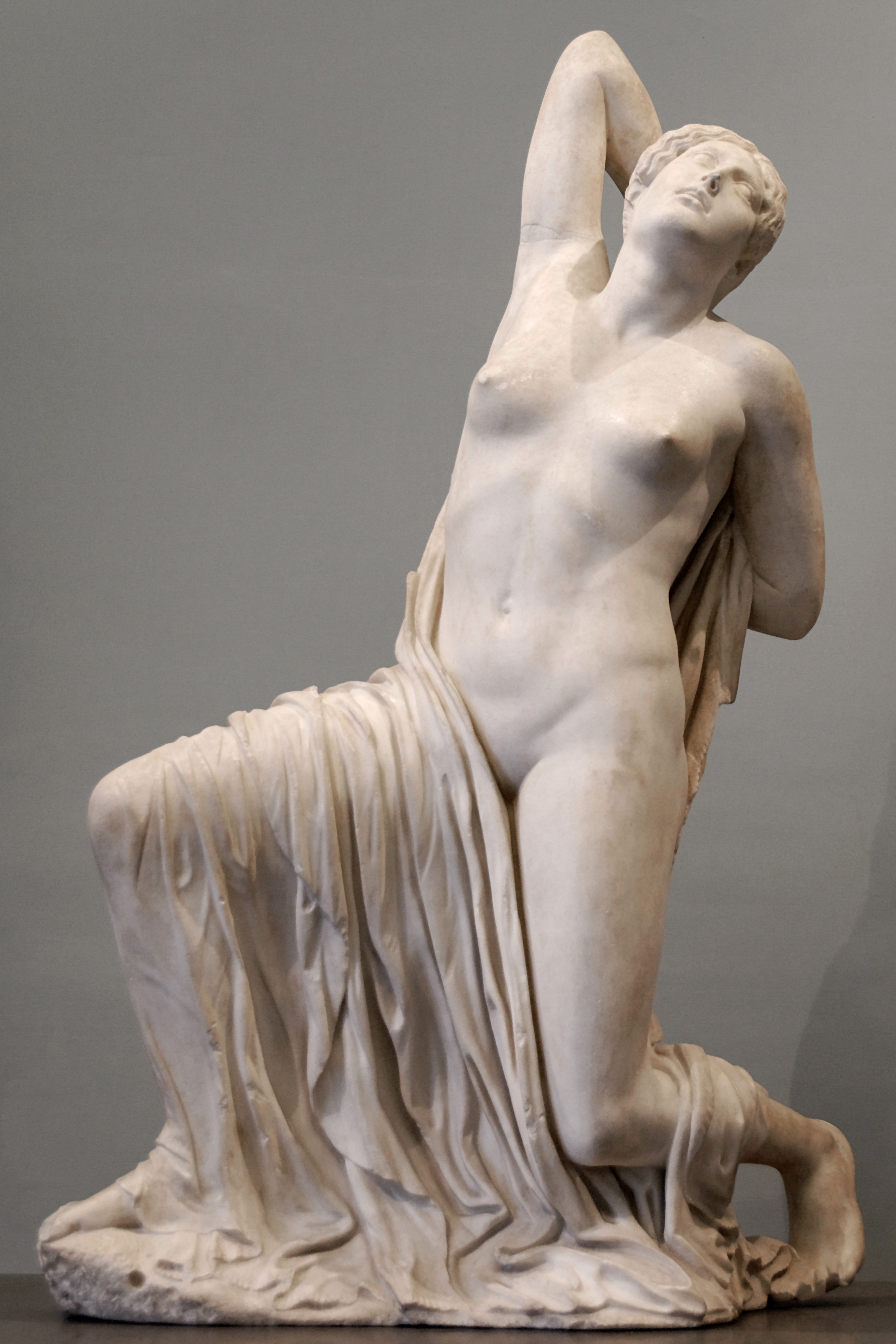
Niobide blessée, palais Massimo alle Terme.